# Křižany
Křižany (früher Suchá, deutsch Kriesdorf) ist ein sieben Kilometer langes Waldhufendorf an der Westseite des Ještěd (Jeschken), welches sich entlang des Ještědský potok (Jeschkenbach) erstreckt, im Okres Liberec in Tschechien. Das Gebiet wird Podještědí (etwa „Unter dem Jeschken“) genannt.

## Geografie

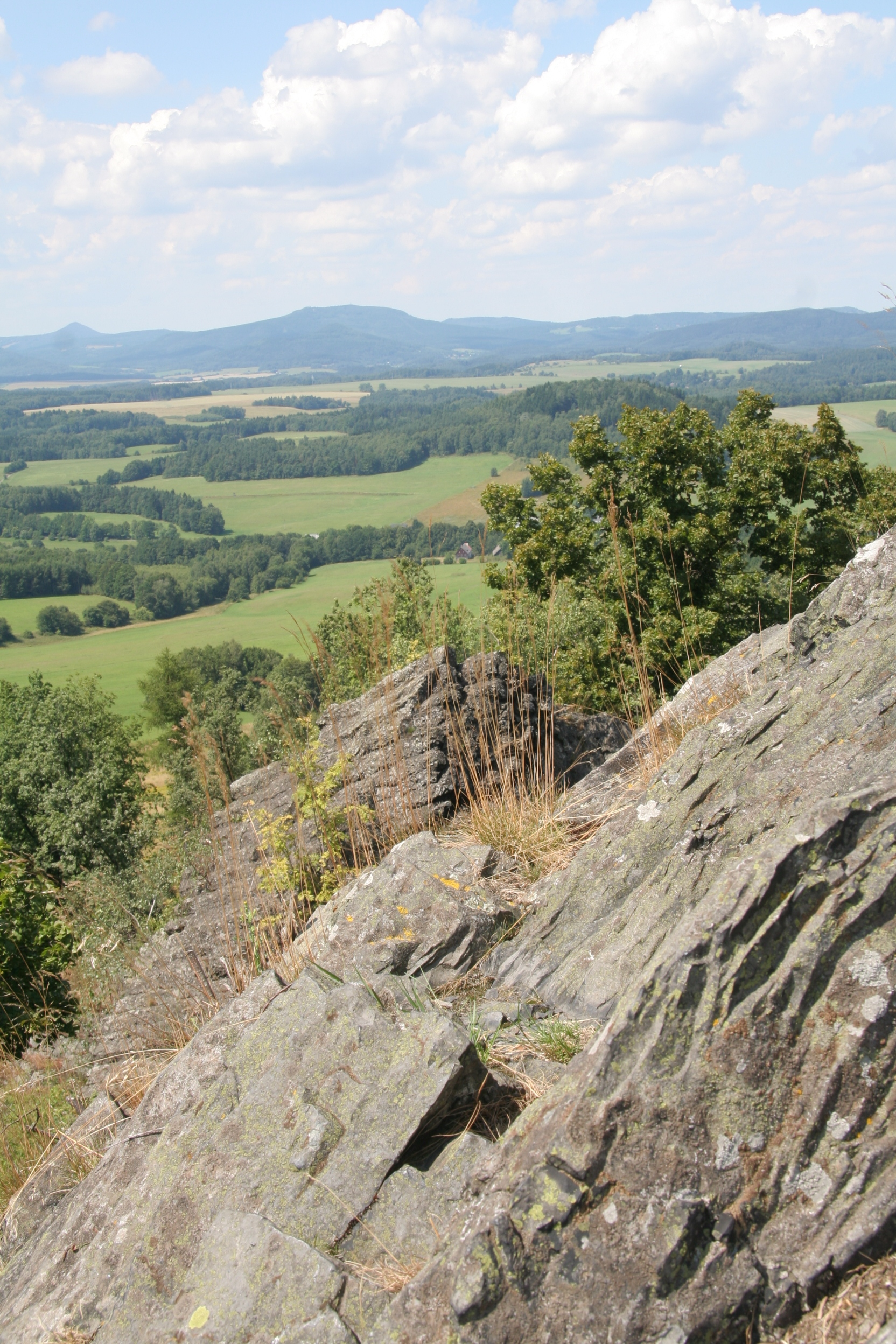
Gipfel des Silberstein (Seifersdorf), Blick zum Lausitzer Gebirge

Der Ort wird von Ost nach Nord von Bergen umrahmt: Ještěd (Jeschken, 1010 m NN), Malý Ještěd (Moiselkoppe, 754 m NN), Lom (Scheuflerkoppe, 679 m NN). Im Nordwesten liegt der Sandsteinhöhenzug Havraň (Rabberg, 500 m NN).
Die Dorfstraße von West nach Ost führt von Žibřidice (Seifersdorf) über den Na Výpřeži (Auerhahnsattel, 770 m NN) nach Liberec. Sie wurde von 1860 bis 1897 gebaut. Am Sattel stand früher ein Marienbild. Es wurde 2005 wieder neu aufgestellt.
In der Ortsmitte von Křižany gehen zwei Straßen nach Norden ab. Die östlich gelegene Straße führt zum Bahnhof und weiter nach Kryštofovo Údolí über den Pass Křižanské sedlo (Kriesdorfer Sattel, 576 m NN). Sie wurde 1900 vollendet. Die westlich gelegene Straße geht in Richtung Zdislava (erbaut 1866). Über eine Steinbrücke des Jeschkenbaches führt eine Straße nach Süden. Sie geht am Meierhof (Druzcovský Dvůr) vorbei nach Druscov (Drausendorf) und Osečná (Oschitz). Gebaut wurde sie 1877. Ein Fußweg von der Ortsmitte führte an Pietsches Kapelle vorbei zum Bahnhof. Žibřidice wurde inzwischen nach Křižany eingemeindet.

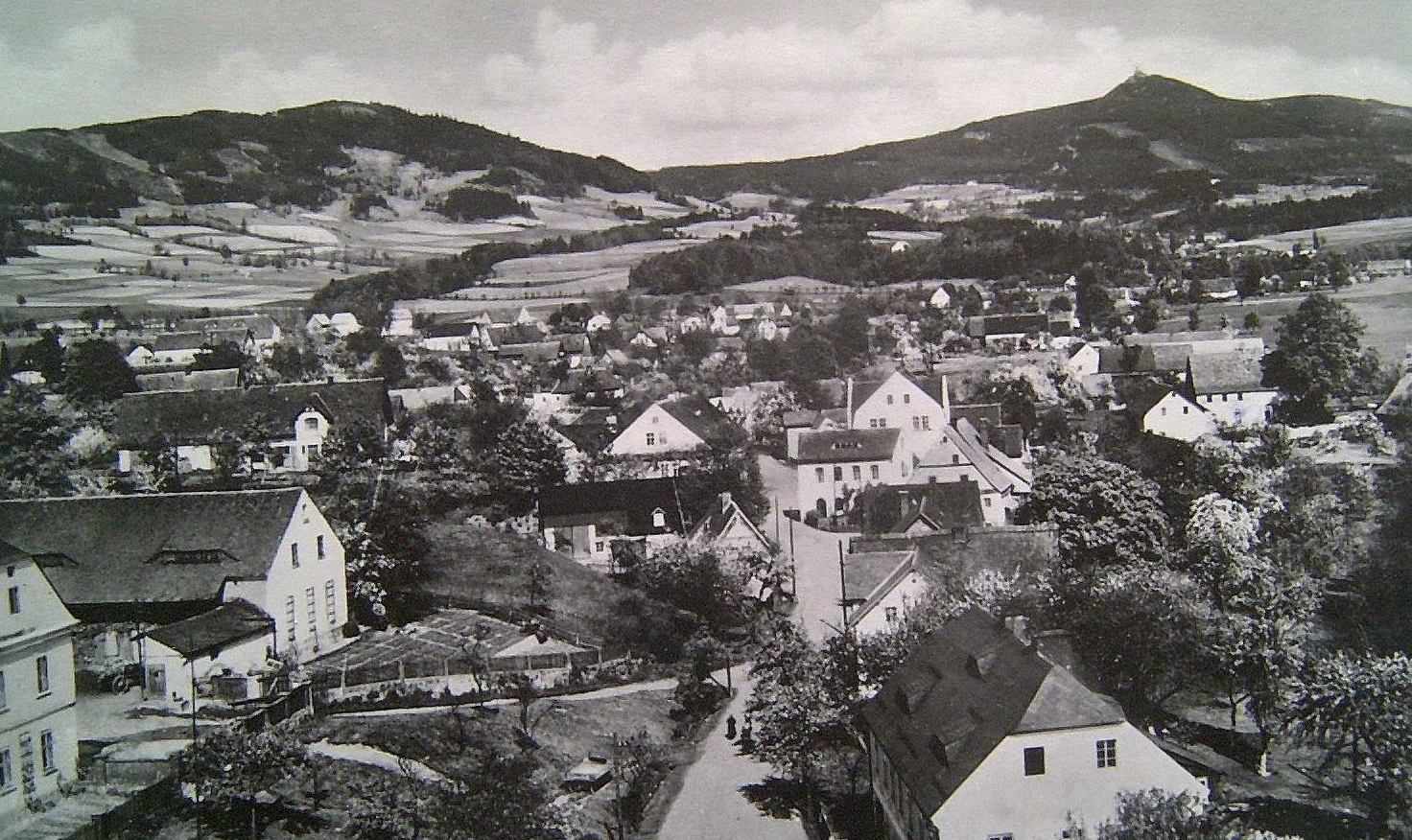
Křižany mit Ještěd

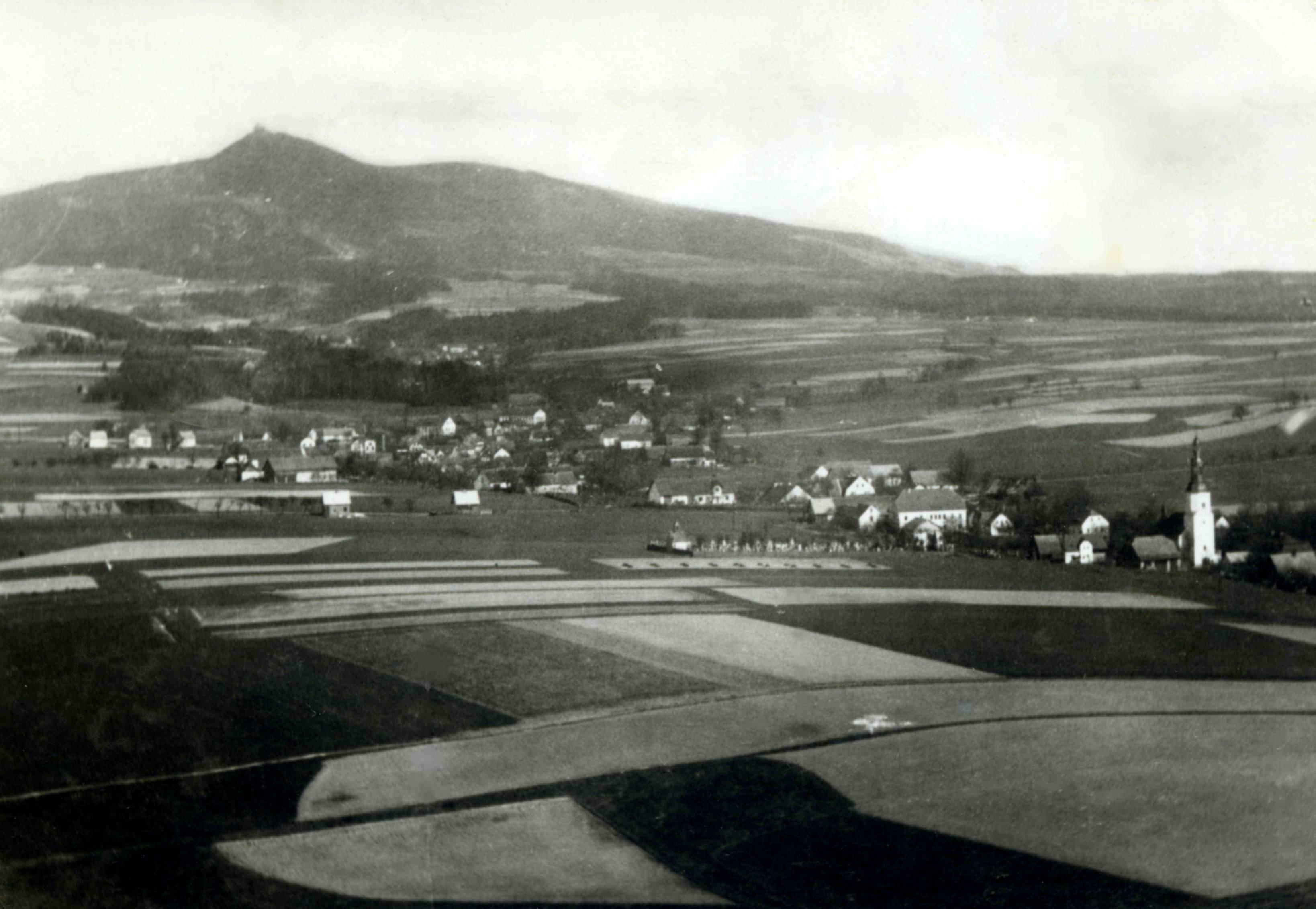
Křižany (Kriesdorf)

## Geschichte

### Anfänge
Im Jahre 945 wurde der Distrikt um Gabel und Lämberg, zu dem Kriesdorf gehörte, von der böhmischen Krone verwaltet. Viele Jahrzehnte spielte der Name Berka als Besitzerherrschaft eine Rolle.
Im 12. und 13. Jahrhundert werden von den böhmischen Herrschern Deutsche in das Land gerufen. Sie wurden vielfach privilegiert und gründeten Orte und Klöster in den Randgebieten Böhmens. Besonders durch die Beherrschung der Bergbaukunst brachten sie dem Land Reichtum. Es ist anzunehmen, dass im Rahmen dieser Siedlungspolitik auch Kriesdorf gegründet wurde.
Kriesdorf wurde urkundlich erstmals 1352 als Crysani villa („Dorf des Kriesan“) erwähnt. Diese Urkunde wurde im Kirchenbereich gefunden. Von dieser Bezeichnung abgeleitet wurde der Name Křižany. Unter der Herrschaft des Kaisers Karl IV. und seines Sohnes Wenzel IV. wurde das spätere Kriesdorf in einer kirchlichen Urkunde von 1384 Krikani-Villa genannt. Es ist ein Hinweis auf das Vorhandensein eines grundherrschaftlichen Schlosses. Seit Ende des 14. Jahrhunderts kam die tschechische Bezeichnung Suchi oder Sucha auf. Sie bedeutet etwa „Dürredorf“. Der Ortsname wurde im Laufe der Jahrhunderte unterschiedlich geschrieben: Chrystorf, Chriesdorf, Griesdorf, Christof, Kryßdorff (1481) und Krinsdorf (1615). Die Schreibweise Kriesdorf hat sich seit dem 17. Jahrhundert durchgesetzt. Das erwähnte Schloss, vielleicht nur ein Edelsitz, befand sich in der Gegend der Häuser Nr. 30, 31 und 33. Der Verwalter soll ein Christov Rabenhaupt gewesen sein. Ein adliger Grundherr ist in Kriesdorf nicht bekannt. Dieses Gebäude wurde 1684 vollständig abgetragen. Mit seinen Steinen baute man den Kirchturm. An einem Kirchturmstein soll noch die Jahreszahl 1684 zu lesen sein.

### 15. bis 19. Jahrhundert
Noch heute sind auf dem Jeschkenkammweg Grenzsteine aus Sandstein zu sehen, die hier die Herrschaften Lemberk (Lämberg) und Grabštejn (Grafenstein) voneinander trennten.
Zwischen 1421 und 1433 wurde die Gegend um Kriesdorf von den Hussiten beherrscht. In welchem Maße die Bevölkerung unter Zwang den hussitischen Glauben annahm, ist nicht bekannt. Ab 1520 breitete sich der Protestantismus aus. Kriesdorf wurde für 90 Jahre protestantisch. 1624 befahl Kaiser Ferdinand II. die Einführung des katholischen Glaubens. Wer sich widersetzte, der musste auswandern.
1627 waren es 30 000 Familien, die aus diesem Grund Böhmen verließen. Durch die Abscheulichkeiten des Dreißigjährigen Krieges wurde Kriesdorf fast entvölkert. Nach Beendigung des Krieges musste die Wirtschaft wieder aufgebaut werden. Die Grundherrschaften stellten die finanziellen Mittel zur Verfügung mit der Forderung, für sie unentgeltliche Zug- und Handarbeit zu leisten. Diese Pflichten wurden die Robothen genannt. Von jetzt an waren die Bauern unfrei. Gegen diese Belastung wehrten sich die Bauern auch in Kriesdorf. Sie leisteten Widerstand zuerst mit Abordnungen nach Prag, und da dies nichts nützte, zogen sie bewaffnet 1680 gegen ihre Grundherren in Lämberg. Kaiser Leopold I. beschränkte darauf den Roboth auf gewisse Tage.
Im Dreißigjährigen Krieg erhielt Wallenstein dieses Gebiet als Kronlehen und gab es als Lehen 1623 an Rudolph Freiherr von Bredau. Danach wurde der westliche Teil des Ortes Eigentum der Herren von Lemberk (Lämberg) bis in das 19. Jahrhundert. Der obere Teil von Kriesdorf und Christophsgrund gehörten zur Herrschaft Grabstejn (Grafenstein).
Am Westhang des Jeschken, wo die beiden Jeschkenbäche sich vereinen, stand eine Kiefer, an der drei runde Metallplatten angebracht waren. Die Platte, die nach Süden wies, trug den Buchstaben T, welcher Trautmannsdorf bedeutet, als Besitzer der Herrschaft Grafenstein. Mit S. I. A. versehen war die Platte, die nach Süden zeigte. Es ist die Abkürzung für Sanctos Jacobus Austria. Ein Hinweis auf das Gebiet der Herrschaft von Böhmisch Aicha, das zum Kloster des heiligen Jakob von Wien gehörte. Die in Richtung Nordosten angebrachte Platte trug den Buchstaben B. Sie bezeichnete die Grenze zur Herrschaft Lämberg mit dem Besitzer Graf von Bredau. Diese drei Tafeln waren bis 1858 an dieser Stelle. Der Lämberger und der Grafensteiner Teil von Kriesdorf vereinigten sich 1850. Trotzdem blieb unter den Bewohnern lange Zeit ein gegenseitiges Misstrauen.
Die häufigen Kriege des 18. Jahrhunderts forderten unter den Soldaten aus Kriesdorf und der Zivilbevölkerung ihre Opfer. Die Brand- und Kriegssteuer belasteten die Menschen zusätzlich. Preußische Truppen rückten 1771 in Kriesdorf ein, die von österreichischen Husaren in der Nähe von Wartenberg geschlagen wurden. Im Bayerischen Erbfolgekrieg 1778–1779 plünderten die Preußen Kriesdorf.
1775 gab es erneut Aufstände wegen des Roboths. Erst 1850 wurde diese Belastung als Ergebnis der 1848er Unruhen abgeschafft. Während der Napoleonischen Kriege zog ein französisches Armee-Korps 1813 in Kriesdorf ein. An der Nordseite des Dorfes kam zu einem Zusammentreffen französischer und österreichischer Truppen. Anschließend wurde das österreichische Lager in der Nähe des Ortes eingerichtet.
Der Jeschkenbach verwüstete Kriesdorf 1809 durch eine Überschwemmung. An den Folgen der Cholera starben 1850 innerhalb von drei Monaten 75 Menschen. Die Preußen fielen 1866, von Schönbach kommend, in Kriesdorf ein. Die Gemeinde musste große Mengen Lebensmittel stellen. Einige Bauern wurden zu Fuhrleistungen gezwungen, um den Tross über den Jeschken zu bringen. Im September 1866 brach erneut die Cholera aus, an der 60 Personen starben. In den 70er des 19. Jahrhunderts sahen sich viele Einwohner gezwungen, auszuwandern. Das bevorzugte Ziel der Kriesdorfer war Brasilien.
Die um 1900 vollendete Bahnstrecke Řetenice–Liberec verband den Ort in westlicher Richtung mit Niemes und gegen Osten mit dem jenseits des Kriesdorfer Sattel gelegenem Tal der Rokytka (Eckersbach) und Christophsgrund in Richtung der Stadt Liberec.

### 20. Jahrhundert und danach
Im Ersten Weltkrieg kamen 56 Soldaten aus Kriesdorf ums Leben. Das Kriegerdenkmal wurde 1925 eingeweiht. Es stand an der Ostseite der Kirche.
Nach dem Zerfall Österreich-Ungarns mit dem Ende des Ersten Weltkriegs wurde am 29. Oktober 1918 der tschechoslowakische Staat gegründet. Der von den Deutschböhmen angestrebte Anschluss ihres Siedlungsgebietes an das Deutsche Reich bzw. Deutsch-Österreich wurde vom tschechoslowakischen Staat mit Unterstützung der französischen Regierung verhindert. Es setzte eine Tschechisierung ein, d. h., alle amtlichen Stellen wurden von Tschechen besetzt. Kriesdorf erhielt eine neue tschechische Schule. Als Folge des Münchner Abkommens mussten bis zum 2. Oktober 1938 alle tschechischen Beamten den Ort verlassen. Während des Krieges verrichteten Kriegsgefangene auf den großen Bauernhöfen Zwangsarbeit. Die Behandlung dieser Menschen durch die Bauern war sehr unterschiedlich. Es geschah viel Unrecht.
Am 9. Mai 1945 rückten Soldaten der Roten Armee in Kriesdorf ein. Sie kamen mit Panzern aus der Richtung des Bahnhofs über die Felder. Die deutsche Bevölkerung Kriesdorfs wurde in neun Transporten vom 27. Juli 1945 bis 18. August 1946 nach Deutschland vertrieben. Sie hatten sich anfangs 4 Stunden nach der Benachrichtigung mit maximal 30 kg Gepäck an bereitstehenden Fuhrwerken einzufinden. In der Kreisstadt Jablonné (Deutsch Gabel) ging der Transport in Viehwaggons nach Deutschland weiter. Es kam von Seiten der Tschechen zu Misshandlungen und Übergriffen. Einige Familien wurden in das Landesinnere der Tschechoslowakei transportiert. Sie mussten dort ein Jahr ohne Bezahlung arbeiten. Die Kriesdorfer wurden auf ganz Deutschland verteilt. Die meisten Familien kamen nach Elbingerode.
Die vertriebenen Kriesdorfer treffen sich jedes Jahr an unterschiedlichen Orten. Im September 2005 feierten sie das 50. Heimattreffen in Jonsdorf. Wie vorher schon oft besuchten sie Křižany, um in der alten Dorfkirche eine Messe zu feiern. Der Bürgermeister von Křižany hat die Kriesdorfer zu einem offiziellen Empfang in das ehemalige Hotel Effenberger geladen. Der Generalvikar der Diözese Litomerice (Leitmeritz) und der Bürgermeister betonten in ihren Reden das Unrecht der Vertreibung, die Versöhnung und die nun vorhandenen freundschaftlichen Beziehungen.

### Kirche
Die Kirche St. Maximilian hieß anfangs St. Nicolaus. Sie ist wohl eine der ältesten in der Gegend. Diese katholische Kirche wurde von der Prager Erzdiözese als im Ort Krikani-Villa gelegen bezeichnet. Im Gabler Dekanat war sie unter der Nr. 10 registriert. Der älteste Teil der Kirche ist das gotisch-gewölbte Presbyterium, der Altarbereich. In der protestantischen Zeit – Ende des 16. Jahrhunderts – wurde die Westwand des Presbyteriums entfernt und das Kirchenschiff mit der Sakristei angebaut.
In einem Glockenhaus nördlich der Kirche hingen drei Glocken. Im Jahre 1602 kam eine vierte Glocke hinzu. Nachdem 1650 die Kirche wieder von den Katholiken genutzt wurde, entstand 1684 der heutige steinerne Glockenturm. In der Denkschrift, die im Turmknopf verwahrt wurde, sind als damalige Herrscher Kaiser Leopold I. und – für den lokalen Bereich – Graf von Trautmannsdorf genannt. Für den Kirchturmbau wurden Steine des alten Schlosses verwendet. 1714 kaufte die Gemeinde eine Orgel. Diese wurde durch einen Blitzschlag in den Turm am 28. Juni 1717 beschädigt. In der Zeit von 1746 bis 1764 wurden der Hochaltar erneuert und die Kanzel sowie zwei Seitenaltäre neu eingebaut. Die künstlerische Gestaltung des Altars übernahm Klemens Seiberer aus Gabel. In den folgenden Jahren kam es mehrfach zu Reparaturarbeiten an Dach und Turm. Die alte Kirchturmuhr aus dem Jahre 1709, die nur auf der Westseite des Turmes die Zeit anzeigte, wurde 1818 repariert und erhielt ein zusätzliches Zifferblatt auf der Ostseite. Am 1. Mai 1821 schlug wieder ein Blitz ein und beschädigte das Mauerwerk an der Nordseite des Turmes. Bei der Neueindeckung des Kirchendaches 1844 trug ein starker Sturm das unfertige Dach bis in den Garten hinter der Schule. Die Figuren des Ölgartens, die jahrelang auf dem Kirchboden lagen, ließ man 1856 renovieren und neu aufstellen. Der Kirchenpatron stand in einer Nische gegenüber dem Pfarrhaus.
Sowohl 1916 als auch 1942 wurden drei Kirchenglocken eingeschmolzen. Die Gemeinde hatte 1930 den Verlust durch Kauf von drei neuen Glocken ausgeglichen. Nach der Vertreibung 1945 verfiel die Kirche. Kulturhistorisch erwähnenswert ist die Nepomukstatue von 1747. Durch Spenden ehemaliger Kriesdorfer wurden nach der Wende die Haupt- und zwei Seitentüren sowie die elektrische Anlage der Kirche erneuert.

### Pfarrei
Wann in Kriesdorf das erste eigene Pfarrhaus entstand, ist nicht bekannt. Der Ort war über 90 Jahre evangelisch-lutherisch. Nach 1650 mussten laut Verordnung von Kaiser Ferdinand II. alle Untertanen dem katholischen Glauben angehören. Aus Mangel an katholischen Geistlichen wurde Kriesdorf vom Amt Grottau betreut. Der letzte lutherische Pastor in Kriesdorf war Jakob Böhm aus Rochlitz (Sachsen). Ihm folgte als katholischer Pfarrer Jodacus Henricus Herzog aus Erfurt. Nach einigen Jahrzehnten hatte Kriesdorf seinen eigenen Pfarrer. Die Pfarrei wurde 1743 und 1802 baulich verändert und hatte eigenes Land in der Gegend unterhalb der Rabsteine (Krkavčí skály).

## Bevölkerung
Im Jahre 1862 hatte Kriesdorf 321 Häuser. Der häufigste Familienname war Wollmann; das blieb bis 1945 so.
| - 1869 - 1.935 - 1880 - 1.816 - 1890 - 1.716 | - 1900 - 1.532 - 1910 - 1.493 - 1921 - 1.395 | - 1930 - 1.405 - 1939 - 1.257 |

### Aus dem „Statistischen Gemeindelexikon“ der Tschechoslowakischen Republik über die Gemeinde Kriesdorf
- Volkszählungsergebnisse vom 1. Dezember 1930

Fläche:1598 ha

Häuser:340

Bevölkerung:1405

Tschechoslowaken:75

Deutsche:1318

Ausländer:12

röm.-kath.:1354

evangelisch:7

tschechoslowakisch:15

Juden:1

ohne Angaben:3

ohne Bekenntnis:25

- Volkszählung vom 17. Februar 1939:

Bevölkerung:1257

Haushaltungen:420

Bevölkerung nach Wirtschaftsabteilungen:
Land- und Forstwirtschaft: 472

Industrie und Handwerk: 394

Öffentl. und private Dienste: 54

Selbstständige und Berufslose: 193

Mithelfende Familienangehörige: 208

Beamte, Angestellte: 65

Arbeiter: 400

## Infrastruktur
In Kriesdorf gab es 1945 (eine Auswahl): 1 Kirche, 2 Schulen, 11 Gaststätten (5 Tanzsäle), 3 Ausflugsgaststätten, 11 Gemischtwarenläden, 1 Kaufhaus, 4 Bäcker, 5 Fleischer, 1 Arzt, 1 Zahnarzt, 1 Drogerie, 1 Tankstelle, 1 Molkerei, 1 Ringofenziegelei, 1 Sägewerk, 1 Musikkapelle, 1 Gesangsverein, 1 Turnverein und anderes.
Das Postamt hatte ab 1874 tägliche Botengänge nach Deutsch-Gabel. Es wurde 1904 zum Telegrafenamt erweitert. Im 1909 gebauten neuen Gemeindehaus waren zu finden: Postamt, Raiffeisenkasse, Gendarmerie (3 Personen) und der Distriktsarzt. Das Postamt bekam 1922 eine zusätzliche Funktion als Telefonamt.
Die Elektrifizierung des Ortes erfolgte 1920.
Die Eisenbahnstrecke Teplitz–Reichenberg mit dem Bahnhof Kriesdorf wurde am 17. September 1900 in Betrieb genommen. Der Bahnhof ist der höchstgelegene der ganzen Strecke mit 500,36 m NN. Mit 822 m Länge durchbricht der Jeschkentunnel den Kriesdorfer Sattel in Richtung Liberec.

## Wirtschaft
Im Oberdorf bestanden bis zum Dreißigjährigen Krieg kleine Bergwerke zur Eisengewinnung. Es erfolgte die Verhüttung an Ort und Stelle. Ein Hammer- und Pochwerk wurde mit Wasserkraft betrieben. Es gab mehrere Schächte, in denen nach Kohle gegraben wurde. Im Jahre 1852 wurde eine Bergwerksgenossenschaft gegründet, die in einem Stollen Grafit und Nickel förderte. Beim Brunnenbau im Ort kam es nicht selten vor, dass man auf Kohle stieß. In einem weiteren Stollen am Südfuß der Moiselkoppe, im Zechloche, fand man Fluss- und Schwerspat. Auf dem Wacheberg gewann man Ton und Braunkohle.
Da der Haupterwerbszweig die Landwirtschaft war, wurden Mühlen gebraucht. Es gab im Dorf vier, die früher alle mit Wasserkraft betrieben wurden. Durch den Mühlzwang wurden jeder Mühle bestimmte Häuser zugewiesen. Die vier Müller finanzierten eine Bohrung am Jeschken, um den Jeschkenbach mehr Wasser zuzuführen. Das Projekt brachte aber keinen Erfolg.
Von 1790 bis 1840 gab es im Ort zwei Leinwandmanufakturen, die Arbeitsplätze auch für die Nachbarorte anboten. Viele Kriesdorfer arbeiteten in Reichenberg als Bauhandwerker oder Industriearbeiter. Sie fuhren täglich mit der Eisenbahn. Der Kriesdorfer Bahnhof hatte auch Bedeutung für die südlich von Kriesdorf liegenden Orte.
Gegen Ende des 19. Jahrhunderts zog in Kriesdorf der Tourismus ein. Der öffentliche Badeteich (90 × 30 m) wurde 1910 eröffnet.
Kreisdorf hat für Landwirtschaft und Obstbau eine günstige klimatische Lage. Es ist durch die hohen Berge nicht den kalten Ost- und Nordwinden ausgesetzt. 1945 gab es 70 Vollbauernhöfe und 65 landwirtschaftliche Nebenerwerbsbetriebe. Bereits 1913 ging man in Kriesdorf in der Tierzucht neue Wege. Es wurde die Jungviehweide eingeführt. Für die Tierzüchter wurde der Ort 1939 Auktionsplatz für Nordböhmen. In den Kriegsjahren fanden Tierschauen und Prämierungen statt. 1911 nahm die Molkerei ihren Betrieb auf.
Für den Pflanzenbau wurde 1927 eine Saatgutreinigungsanlage gekauft, die in einem Nebengebäude der Molkerei eingerichtet wurde.
Oberhalb des Bahnhofs wurde 1905 ein Kalksteinbruch erschlossen, der die Solvay-Werke in Ústí nad Labem (Aussig) belieferte. Das Gestein kam mit einer Drahtseilbahn zum Bahnhof. Dieser Steinbruch war bis Ende des Ersten Weltkriegs in Betrieb. Von 1923 bis 1930 wurde dort Kalk gebrannt.
In der Nähe des Bahnhofs richtete Josef Oswald 1935 einen elektrotechnischen Betrieb ein, der nach der Vertreibung in Bobingen bei Augsburg erfolgreich neu aufgebaut wurde.
In dem Hügeln südwestlich des Dorfes befand sich das inzwischen stillgelegte Uranbergwerk Křižany I.

## Gemeindegliederung
Die Gemeinde Křižany besteht aus den Ortsteilen Křižany (Kriesdorf) und Žibřidice (Seifersdorf), die zugleich auch Katastralbezirke bilden.

## Sehenswürdigkeiten
- Der Ještěd (Jeschken), Hausberg Křižanys; der östliche Ortsteil reicht ein Stück den Berg hinauf. Der Fußweg erfordert auf dem letzten Stück, der „Krieche“, besondere Anstrengung. Das alte Hotel brannte am 1. Februar 1963 ab, weil man beim Auftauen der eingefrorenen Wasserleitung mit dem Schweißbrenner unachtsam war. Das neue Restaurant bietet 120 Plätze und noch 50 im Café.
- Auf dem Malý Ještěd (Moiselkoppe) aus Quarzitgestein stand seit 1906 die Jäckelbaude. Nach 1945 war sie unbewohnt und ist inzwischen verfallen.
- Die Lom (Scheuflerkoppe) aus Kalkstein hatte als Wanderziel die Kapelle des heiligen Christophorus (von 1763) mit einem Bildnis von dem Maler Josef von Führich.
- Der Havran (Rabberg) mit den 42 m hohen Sandsteinfelsen wird heute noch als Kletterwand zum Training für Bergsteiger genutzt. Durch den Sandsteinbruch entstand 1776 oberhalb des Steinbruchs eine Schmiede, die Werkzeuge für die Steinbrucharbeiter herstellte. Daraus entwickelte sich 1887 ein Gasthaus. Da es als Ausflugsgaststätte gut besucht wurde, lohnte sich der Bau einer Waldbühne in der Nähe. Heute sind davon keine Spuren mehr zu finden.
- Die Semmeringgaststätte an der Straße nach Böhmisch Aicha wurde 1900 gebaut. 1927 wurde sie um Tanzsaal und Badeteich erweitert. Nach 1945 war sie Privatwohnung, danach Erholungsheim für Kinder aus Prag. Jetzt gehört sie dem Automobilklub in Smíchov.

## Persönlichkeiten
- Oskar Kreibich (1916–1984), deutscher Maler und Bildhauer, geboren in Seifersdorf
- Oskar Böse (1924–2016), Vertriebenenfunktionär, geboren in Seifersdorf
- Georg Wollmann war in der Mitte des 18. Jahrhunderts General in Russland.
- Josef Posselt war ein großer Manchester-Fabrikant. Er starb 1933.
- Josef Neuheiser war 1862 Regiments-Musikführer in Wien.
- Franz Schwan war ab 1830 als Lehrer und Ortschronist in Kriesdorf tätig. Er ist Träger des Silbernen Verdienstkreuzes mit Krone, welches von Kaiser Franz Josef verliehen wurde.
- Franz Wollmann, Hofrat (18. Februar 1871–29. August 1961). Er studierte in Wien Germanistik und Anglistik. In Krems (Wachau) wurde er Direktor der Lehrerbildungsanstalt. Danach stand er im Staatsdienst als Landesschulinspektor für Niederösterreich und Wien. An der Technischen Hochschule Wien unterrichtete er Esperanto. Er ist der Verfasser von Büchern über deutsche Sprachlehre und Sprachkunde für Lehrer.